# Aruwa Ameh
Aruwa Ameh, né le 10 décembre 1990 et mort le 28 novembre 2011 à Kaduna, est un footballeur nigérian qui évolue au poste d'attaquant.

## Carrière

### Débuts
Ameh débute en 2007 avec le Kaduna United. Lors de cette première saison, il termine meilleur buteur du championnat avec dix réalisations. Néanmoins, son équipe est reléguée lors de cette saison et il est transféré au Bayelsa United.

### Bayelsa United
Ameh arrive au Bayelsa United et commence à jouer avec sa nouvelle équipe. Il remporte avec son équipe le championnat du Nigeria lors de la saison 2008/2009. La saison suivante est catastrophique car le club est relégué, finissant dix-huitième.

### Mort
Après un match, Ameh est conduit à l'hôpital pour des douleurs au bras. Il meurt le 28 novembre à Kaduna à l'âge de vingt ans. Les causes de la mort sont inconnues.

## Palmarès
- Meilleur buteur du championnat du Nigeria 2007 avec 10 buts[2]
- Vainqueur du championnat du Nigeria 2008-2009